# 川崎医療福祉大学
川崎医療福祉大学（かわさきいりょうふくしだいがく、英語: Kawasaki University of Medical Welfare）は、岡山県倉敷市にある私立大学。学校法人川崎学園によって運営されている。正式な略称は「医福大」。

## 建学の理念
「人間をつくる　体をつくる　学問をきわめる」

## 沿革
- 1991年（平成3年） - 開学。医療福祉学部（医療福祉学科、臨床心理学科）、医療技術学部（医療情報学科、感覚矯正学科、健康体育学科、臨床栄養学科）を設置。
- 1995年（平成7年） - 医療福祉学部に保健看護学科、医療技術学部にリハビリテーション学科を設置。
- 1996年（平成8年） - 川崎医療福祉大学大学院開設。医療福祉学研究科医療福祉学専攻修士課程、臨床心理学専攻修士課程、医療技術学研究科医療情報学専攻修士課程、感覚矯正学専攻修士課程、健康体育学専攻修士課程、臨床栄養学専攻修士課程を設置。
- 1998年（平成10年） - 大学院の医療福祉学研究科に医療福祉学専攻博士後期課程、臨床心理学専攻博士後期課程を、医療技術学研究科に医療情報学専攻博士後期課程、感覚矯正学専攻博士後期課程、健康科学専攻博士後期課程を設置。
- 1999年（平成11年） - 大学院医療福祉学研究科に保健看護学専攻修士課程、医療技術学研究科にリハビリテーション学専攻修士課程を設置。
- 2000年（平成12年） - 医療福祉学部に医療福祉マネジメント学科、医療福祉環境デザイン学科を設置。
- 2001年（平成13年） - 大学院医療技術学研究科にリハビリテーション学専攻博士後期課程を設置。
- 2005年（平成17年） - 医療福祉マネジメント学部（医療福祉経営学科、医療秘書学科、医療福祉デザイン学科、医療情報学科）を設置。医療福祉学部の医療福祉マネジメント学科、医療福祉環境デザイン学科と医療技術学部の医療情報学科を学生募集停止。大学院医療福祉学研究科に医療福祉マネジメント学専攻修士課程、医療福祉デザイン学専攻修士課程を設置。
- 2006年（平成18年） - 大学院の医療福祉学研究科に保健看護学専攻博士後期課程を設置。
- 2007年（平成19年） - 医療技術学部に臨床工学科を設置。
- 2009年（平成21年） - 大学院に医療福祉マネジメント学研究科を開設。医療福祉マネジメント学研究科に医療福祉経営学専攻修士課程、医療秘書学専攻修士課程、医療福祉デザイン学専攻修士課程、医療情報学専攻修士課程・博士後期課程を設置。医療福祉学研究科保健看護学専攻修士課程に助産学コースを設置
- 2011年（平成23年） - 大学院医療技術学研究科に臨床工学専攻修士課程・博士後期課程を設置。
- 2017年（平成29年） - 医療福祉学部に子ども医療福祉学科、医療技術学部に臨床検査学科、診療放射線技術学科を設置。
- 2019年（平成31年） - 保健看護学部保健看護学科、リハビリテーション学部理学療法学科、作業療法学科、言語聴覚療法学科、視能療法学科を設置。
- 2021年（令和3年） - 大学院医療技術学研究科に医療技術学専攻（修士課程・博士後期課程）設置。

## 学部・学科
- 医療福祉学部
  - 医療福祉学科
  - 臨床心理学科
  - 子ども医療福祉学科
- 保健看護学部
  - 保健看護学科
- リハビリテーション学部
  - 理学療法学科
  - 作業療法学科
  - 言語聴覚療法学科
  - 視能療法学科
- 医療技術学部
  - 臨床検査学科
  - 診療放射線技術学科
  - 臨床工学科
  - 臨床栄養学科
  - 健康体育学科
- 医療福祉マネジメント学部
  - 医療福祉経営学科
  - 医療情報学科
  - 医療秘書学科
  - 医療福祉デザイン学科

## 大学院
- 医療福祉学研究科
  - 医療福祉学専攻（修士課程・博士後期課程）
    - 発達障害（TEACCH）コース（修士課程のみ）
    - 遺伝カウンセリングコース（修士課程のみ）

  - 臨床心理学専攻（修士課程・博士後期課程）
  - 保健看護学専攻（修士課程・博士後期課程）
- 医療技術学研究科
  - 感覚矯正学専攻（修士課程・博士後期課程）
  - 健康体育学専攻（修士課程）
  - 臨床栄養学専攻（修士課程）
  - 健康科学専攻（博士後期課程）
  - リハビリテーション学専攻（修士課程・博士後期課程）
  - 医療技術学専攻（修士課程・博士後期課程）
- 医療福祉マネジメント学研究科
  - 医療福祉経営学専攻（修士課程）
  - 医療秘書学専攻（修士課程）
  - 医療福祉デザイン学専攻（修士課程）
  - 医療情報学専攻（修士課程・博士後期課程）

## 対外関係

### 他大学との協定

#### 国内大学
- 放送大学（単位互換協定）[1]

#### 国外大学
- カナダ ヴィクトリア大学[2]
- オーストラリア グリフィス大学[2]
- アメリカ合衆国 ノースカロライナ大学チャペルヒル校[2]
- イギリス オックスフォード大学グリーンテンプルトンカレッジ[2]
- 中国 上海中医薬大学[2]
- 中国 上海健康医学院[2]
- デンマーク ノーフュンス・ホイスコーレ 短期研修部[2]

### 高大連携
- 清心女子高等学校[3]
- 岡山県立玉野光南高等学校[3]
- 岡山県立岡山後楽館中学校・高等学校[3]

## 大学関係者一覧
- 川崎医療福祉大学の人物一覧

## 系列校
- 川崎医科大学
- 川崎医療短期大学
- 川崎医科大学附属高等学校
- 専門学校川崎リハビリテーション学院